# توم رينولدز (كاتب)
توم رينولدز (بالإنجليزية: Tom Reynolds)‏ هو كاتب أمريكي، ولد في 1960.

## وصلات خارجية
- توم رينولدز على موقع IMDb (الإنجليزية)
- توم رينولدز على موقع قاعدة بيانات الفيلم (الإنجليزية)